# Marco Valério Messala (cônsul em 32 a.C.)
Marco Valério Messala (em latim: Marcus Valerius Messalla) foi um político gente Valéria da República Romana nomeado cônsul sufecto em 32 a.C. com Lúcio Cornélio Cina. Valério Messala era membro de uma antiga gente patrícia e filho de Marco Valério Messala Rufo, cônsul em 53 a.C., e irmão de Marco Valério Messala Corvino, cônsul no ano seguinte.

## Carreira
Messala começou sua carreira no mesmo que seu pai foi cônsul, com o cargo de monetalis, o responsável pela cunhagem de moedas. Sem participar da guerra civil e dos conflitos do Segundo Triunvirato, foi nomeado cônsul sufecto em 32 a.C. no lugar de Caio Sósio, que fugiu para Éfeso para se juntar a Marco Antônio quando irrompeu a quarta guerra civil. Não se sabe nada mais sobre sua carreira depois disto.
Valério Messala aparentemente não teve filhos próprios, mas provavelmente foi o pai adotivo de Marco Valério Messala Apiano, que era, provavelmente, filho de Ápio Cláudio Pulcro, cônsul em 38 a.C.. É possível que Valério Messala tenha sido o mesmo que patrocinou a cidade de Mallus.